# Milionia metazosta
Milionia metazosta är en fjärilsart som beskrevs av Louis Beethoven Prout 1932. Milionia metazosta ingår i släktet Milionia och familjen mätare. Inga underarter finns listade i Catalogue of Life.